# Elecciones generales de Italia de 1934
Las elecciones generales se celebraron en el Reino de Italia el 25 de marzo de 1934. En ese momento, el país era un estado de partido único con el Partido Nacional Fascista (PNF) como el único partido permitido legalmente.
A raíz de una reforma parlamentaria promulgada en 1928 por la Cámara de Diputados y el Senado, las elecciones se celebraron en forma de referéndum, con el Gran Consejo del Fascismo convertido en un Órgano estatal, se permitió componer una lista de un solo partido para ser aprobado o rechazado por los votantes. La lista presentada fue finalmente aprobada por el 99.85% de los votantes. La abrumadora mayoría provocó a Benito Mussolini apodar la elección el "segundo referéndum del fascismo".
Estas serían las últimas elecciones de cualquier tipo celebradas bajo el dominio fascista. En 1939, la Cámara de Diputados fue reemplazada por la Cámara de Fasces y Corporaciones, cuyos miembros no fueron elegidos sino nominados por los órganos del partido.

## Sistema electoral

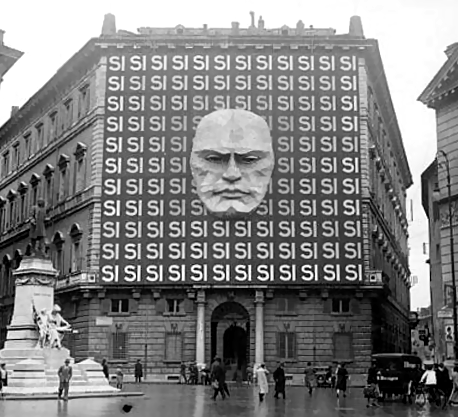
Fachada del Palacio Braschi, Roma, en 1934, con la cara de Mussolini y la palabra "Sí" repetida.

Como en las elecciones de 1929, el sufragio masculino universal se limitaba a los hombres que eran miembros de un sindicato o de una asociación, a soldados y miembros del clero. En consecuencia, sólo 9,5 millones de personas pudieron votar.
La elección tuvo lugar en forma de plebiscito; Los votantes podrían votar "Sí" o "No" para aprobar la lista de diputados designados por el Gran Consejo del Fascismo. El votante estaba equipado con dos hojas de igual tamaño, blancas en el exterior, en el interior con las palabras "¿Aprueba la lista de miembros nombrados por el Gran Consejo Nacional del Fascismo?" El papel electoral con el "Sí" también fue acompañado por el tricolor italiano y un fasces, el "No" era sólo un papel blanco sin ningún símbolo.
El votante debía votar en el momento de recoger ambas tarjetas; Dentro de la cabina de votación había una primera urna donde el votante dejaba la carta descartada y luego la entregaba a los escrutadores, para que se asegurasen de que estaba "cuidadosamente sellada". Este proceso no aseguró que la votación fuera realmente secreta.
Además, si el "No" ganaba, la elección tenía que ser repetida, con la admisión de otras listas electorales.

## Contexto histórico
En 1929 se firmó un concordato con la Santa Sede que puso fin a décadas de lucha entre el Estado italiano y el Papado, que se remonta a la toma de posesión de los Estados Pontificios en 1870 por la Casa de Saboya durante la unificación de Italia. Los pactos de Letrán, por los que el Estado italiano fue finalmente reconocido por la Santa Sede, y la independencia de la Santa Sede fue reconocida por el Estado italiano, fueron tan apreciados por la jerarquía eclesiástica que el Papa Pío XI aclamó a Mussolini como "hombre de la Providencia".
Durante la década de 1930, Mussolini también dirigió a la milicia armada fascista local, el MVSN o "camisas negras", que aterrorizó las resistencias incipientes en las ciudades y provincias y estableció la OVRA, una policía secreta institucionalizada que recibió apoyo estatal oficial. De esta manera logró mantener el poder en sus propias manos y evitar la aparición de cualquier rival.
Después de la llegada de Adolf Hitler al poder, amenazando los intereses italianos en Austria y la cuenca del Danubio, Mussolini propuso el Pacto de las Cuatro Potencias con Gran Bretaña, Francia y Alemania en 1933. Cuando el canciller austro-fascista Engelbert Dollfuss con poder dictatorial fue asesinado el 25 de julio de 1934, por partidarios nacionalsocialistas, Mussolini amenazó a Alemania con la guerra en caso de una invasión alemana de Austria. Mussolini por un período de tiempo continuó estrictamente contraria a cualquier intento alemán de obtener el Anschluss y promovió el efímero Frente de Stresa contra Alemania en 1935.

## Resultados
|                                    |                                    |            |       |         |     |
| Elección                           | Elección                           | Votos      | %     | Escaños | +/− |
|                                    | Partido Nacional Fascista          | 10.043.875 | 99,85 | 400     | ±0  |
|                                    | Contra                             | 15.215     | 0,15  | 0       | ±0  |
| Votos inválidos/en blanco          | Votos inválidos/en blanco          | 1.300      | –     | –       | –   |
| Total                              | Total                              | 10.059.090 | 100   | 400     | ±0  |
| Votantes registrados/participación | Votantes registrados/participación | 10.527.608 | 95,56 | –       | –   |
| Fuente: Democracia Directa         |                                    |            |       |         |     |

| \| Voto popular \| Voto popular \| Voto popular \| Voto popular \| Voto popular \| \| ------------ \| ------------ \| ------------ \| ------------ \| ------------ \| \| \| \| \| \| \| \| PNF \| PNF \| \| 99.85 % \| 99.85 % \| \| En contra \| En contra \| \| 0.15 % \| 0.15 % \| |           |  |         |         |
| Voto popular |           |  |         |         |
| |           |  |         |         |
| PNF | PNF       |  | 99.85 % | 99.85 % |
| En contra | En contra |  | 0.15 %  | 0.15 %  |